# Sam Singer
Samuel William Singer, detto Sam (Miami, 14 febbraio 1995), è un ex cestista statunitense con cittadinanza israeliana.